# Comuna Tia Mare, Olt
Tia Mare este o comună în județul Olt, Oltenia, România, formată din satele Doanca, Potlogeni și Tia Mare (reședința).
Tia Mare, din punct de vedere istoric, a fost davă romană purtând numele de Antonina, apoi, Antonia. Mai târziu, ea a fost moșia lui Mihai Viteazul, purtând numele de Tiha, Tia Mare, apoi a devenit moșia lui Preda Brâncoveanu (vezi Constantin Brâncoveanu). Oamenii acestei comune sunt înstăriți datorită faptului că se ocupă cu grădinăritul. 

## Demografie
Componența etnică a comunei Tia Mare
     Români (97,52%)
     Alte etnii (0%)
     Necunoscută (2,48%)
Componența confesională a comunei Tia Mare
     Ortodocși (97,21%)
     Alte religii (0,18%)
     Necunoscută (2,61%)
Conform recensământului efectuat în 2021, populația comunei Tia Mare se ridică la 3.870 de locuitori, în scădere față de recensământul anterior din 2011, când fuseseră înregistrați 4.496 de locuitori. Majoritatea locuitorilor sunt români (97,52%), iar pentru 2,48% nu se cunoaște apartenența etnică. Din punct de vedere confesional, majoritatea locuitorilor sunt ortodocși (97,21%), iar pentru 2,61% nu se cunoaște apartenența confesională.

## Politică și administrație
Comuna Tia Mare este administrată de un primar și un consiliu local compus din 13 consilieri. Primarul, Virgil Gulie[*], de la Partidul Social Democrat, este în funcție din 2012. Începând cu alegerile locale din 2024, consiliul local are următoarea componență pe partide politice:
|  | Partid                    | Consilieri | Componența Consiliului | Componența Consiliului | Componența Consiliului | Componența Consiliului | Componența Consiliului | Componența Consiliului | Componența Consiliului | Componența Consiliului | Componența Consiliului |
|  | ------------------------- | ---------- | ---------------------- | ---------------------- | ---------------------- | ---------------------- | ---------------------- | ---------------------- | ---------------------- | ---------------------- | ---------------------- |
|  | Partidul Social Democrat  | 9          |                        |                        |                        |                        |                        |                        |                        |                        |                        |
|  | Uniunea Salvați România   | 3          |                        |                        |                        |                        |                        |                        |                        |                        |                        |
|  | Partidul Național Liberal | 1          |                        |                        |                        |                        |                        |                        |                        |                        |                        |

## Personalități născute aici
- Dumitru Găleșanu (n. 1955), scriitor, jurist;
- Nicolae Spîrcu (n. 1969), canotor.